# Christoph Martin Wieland

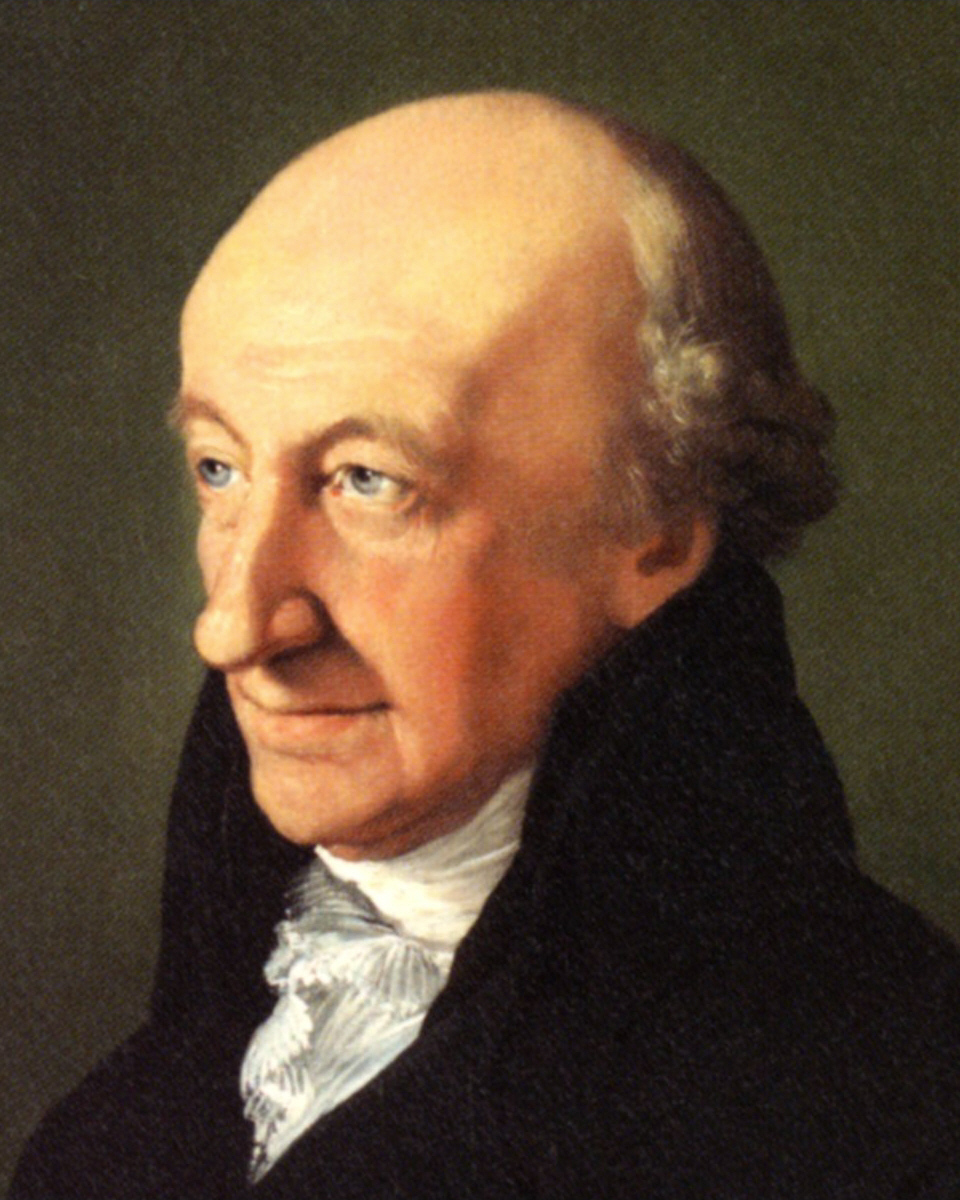
Retrato de Wieland por F.C.C. Jagemann, 1805

Christoph Martin Wieland (Oberholzheim, 5 de septiembre de 1733-Weimar, 20 de enero de 1813) fue un poeta, escritor, traductor y editor alemán.

## Biografía
Nació en Oberholzheim (actualmente parte de la ciudad de Achstetten, que entonces pertenecía a la ciudad imperial libre de Biberach an der Riss), en el sudeste del actual estado de Baden-Württemberg. Su padre, que era pastor en Oberholzheim y posteriormente en Biberach, tuvo un gran desvelo en su educación. A los doce años pasó de la escuela de Biberach al Gymnasium de Klosterberge, cerca de Magdeburgo. Fue un estudiante brillante, cuando dejó la escuela, en 1749, había realizado amplias lecturas de los clásicos latinos y de los escritores franceses contemporáneos; entre sus poetas alemanes favoritos estaban Brockes y Klopstock.
En el verano de 1750 se enamora de una prima, Sophie Gutermann, y esta relación amorosa le inspira su primer trabajo ambicioso, Die Natur der Dinge (1752), un poema didáctico en seis libros. Ese mismo año marcha a la Universidad de Tübingen a estudiar derecho, pero dedica la mayor parte del tiempo a estudios literarios. Los poemas que escribe en la Universidad, Hermann, Diez cartas morales en verso y Anti-Ovidio, tienen un tono pietista y están todavía bajo la influencia de Klopstock. Atrajeron la atención del reformador literario suizo, Bodmer, que le invitó a visitarlo en Zürich en el verano de 1752. Permanecerá en Suiza hasta 1760, pasando ese año en Berna como preceptor, allí entablará relación con Julie de Bondeli, amiga de Jean-Jacques Rousseau.
Los gustos de Wieland han cambiado, los escritos de los últimos años en Suiza —Der geprüfte Abraham (1753), Sympathien (1756), Empfindungen eines Christen (1757)— todavía mantienen el estilo de los primeros textos, pero sus tragedias, Lady Johanna Gray (1758) y Clementina von Porretta (1760) —la última basada en Sir Charles Grandison de Samuel Richardson— el fragmento épico Cyrus (1759), y el relato moral en diálogos, Araspes und Panthea (1760), Wieland, como dijo Lessing, «abandonó las esferas etéreas y caminó de nuevo entre los hijos de los hombres».
El cambio de Wieland fue completo en Biberach, donde había vuelto en 1760 como director de la chancillería. La monotonía de su vida allí fue compensada con la amistad con el Conde Stadion, cuya biblioteca en el castillo de Warthausen, próximo a Biberach, estaba bien provista de literatura francesa e inglesa. Wieland se reencuentra con su amor de juventud, Sophie Gutermann, ahora casada con Hofrat La Roche, administrador del Conde Stadion. El antiguo poeta de austeridad pietista es ahora el defensor de una filosofía alegre, donde la frivolidad y la sensualidad no se excluyen. En Don Sylvio von Rosalva, oder der Sieg der Natur über die Schwärmerey (1764), novela inspirada en el Quijote, se burla hasta el ridículo de su antigua fe, y en Comische Erzählungen (1765) da rienda suelta a su extravagante imaginación.
Más importante es la novela Geschichte des Agathon (1766-1767), en la que bajo la apariencia de una ficción griega, Wieland narra su propia evolución espiritual e intelectual. Esta obra, que Lessing recomendaba como una obra de gusto clásico, marca una época en el desarrollo de la novela psicológica europea. De la misma importancia fue la traducción en prosa de veintidós obras de Shakespeare (8 vols., 1762-1766); supuso la primera vez que se acercaba a los lectores alemanes la obra de Shakespeare en su conjunto. Con los poemas Musarion oder die Philosophie der Grazien (1768), Idris (1768), Combabus (1770), Der neue Amadis (1771), Wieland abría una serie de novelas en verso que atraían irresistiblemente a sus contemporáneos y servían de antídoto a los excesos sentimentales del Sturm und Drang. Wieland se casa en 1765, y entre 1769 y 1772 fue profesor de filosofía en Erfurt.
En 1772 publica Der goldene Spiegel oder die Könige von Scheschian, una obra pedagógica bajo la forma de historias orientales; que atrajo la atención de Ana Amalia de Brunswick-Wolfenbüttel regente del Ducado de Sajonia-Weimar-Eisenach, que lo hizo tutor de sus dos hijos, el futuro Gran Duque Carlos Augusto y Constantino, en Weimar. Con la excepción de algunos años pasados en Oßmannstedt, donde más tarde adquirió una propiedad, Weimar fue el hogar de Wieland hasta su muerte. Allí, en 1773, fundará Der teutsche Merkur, que bajo su dirección (1773-1789) se convertirá en la revista literaria más influyente de Alemania.
De sus últimas obras la más importante es la admirable sátira Die Abderiten, eine sehr wahrscheinliche Geschichte (1774), y las novelas poéticas, Das Wintermärchen (1776), Das Sommermärchen (1777), Geron der Adelige (1777), Pervonte oder die Wünsche (1778), una serie que culmina con Oberon (1780). Sus últimas novelas son Geheime Geschichte des Philosophen Peregrinus Proteus (1791) y Aristipp und einige seiner Zeitgenossen (1800-1802). También tradujo las Sátiras de Horacio (1786), las obras de Luciano (1788-1789), y las cartas de Cicerón (1808 ff.), y de 1796 a 1803 editó el Attisches Museum, que supuso una gran contribución a la popularización de los estudios griegos. Wieland estaba influenciado por la moda de la Francia del siglo XVIII de la recopilación de cuentos, publicó una colección titulada Dschinnistan (1786-1789), que incluía tres cuentos originales, 'Der Stein der Weisen', 'Timander und Melissa' y 'Der Druide oder die Salamanderin und die Bildsäule'. La característica de estos relatos es el triunfo del racionalismo sobre el misticismo.
Sin haber creado una escuela en el sentido estricto del término, Wieland tuvo una gran influencia en la literatura alemana de su época. La cualidad que distingue su obra es un estilo fluido y ligero y una combinación de frivolidad y profundidad poética.

## Obra

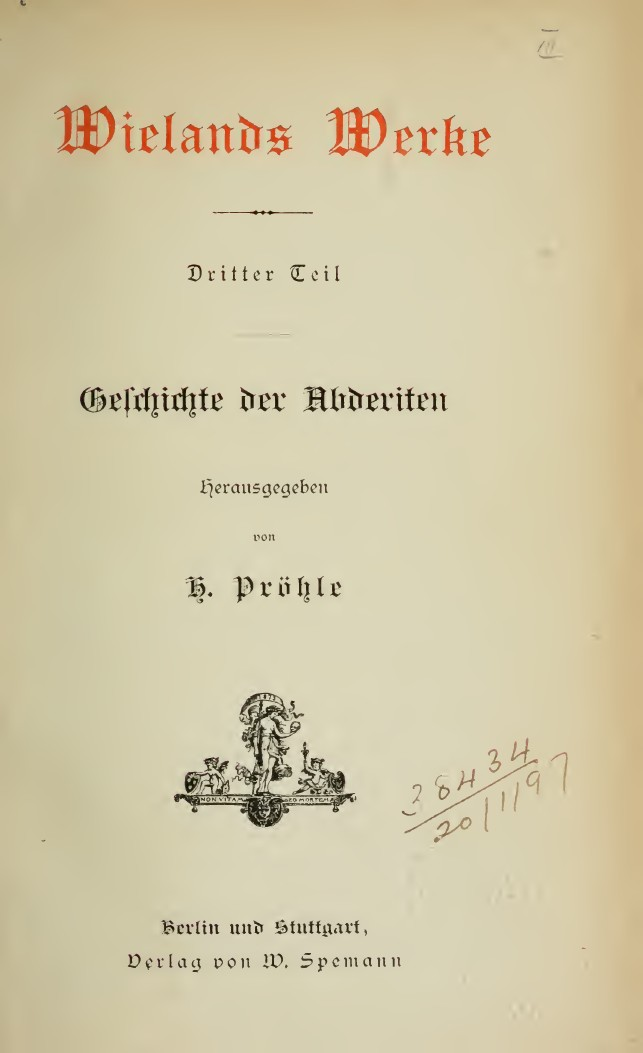
Geschichte der Abderiten (1887)

- Zwölf moralische Briefe in Versen, Heilbronn, 1752
- Der Sieg der Natur über die Schwärmerei oder die Abenteuer des Don Sylvio von Rosalva, Ulm, 1764
- Geschichte des Agathon, Frankfurt & Leipzig, Zúrich, 1766-1767
- Musarion, oder die Philosophie der Grazien, Leipzig, 1768
- Idris und Zenide, Leipzig, 1768
- Nadine, Leipzig, 1769
- Combabus, Leipzig, 1770
- Die Grazien, Leipzig, 1770
- Der neue Amadis, Leipzig, 1771
- Der goldene Spiegel, oder die Könige von Scheschian, Leipzig, 1772
- Die Geschichte der Abderiten, Leipzig, 1774
- Oberon (obra, 1780)|Oberon, Weimar, 1780
- Dschinnistan, 3 vols., Winterthur, 1786-1789
- Aristipp und einige seiner Zeitgenossen, 4 vols., Leipzig, Göschen, 1800-1802.